# حميمق سقطري
الحميمق السقطري أو حوام سقطرى ويعرف محليا باسم نهيمة (الاسم العلمي: Buteo socotraensis) هو طائر متوسط إلى كبير من الجوارح والذي يعتبر أحيانًا نوعًا فرعيًا من الحميمق الشائع (Buteo buteo) المنتشر على نطاق واسع. كما يوحي اسمه، فإن موطنه جزيرة سقطرى في اليمن. على الرغم من أن الحميمق السقطري مصنف على أنه مهدد في القائمة الحمراء للاتحاد الدولي لحفظ الطبيعة، إلا أن تعداده يعتبر مستقرا.

## الوصف
يبلغ طول حميمق سقطرى 45 سم. عادة ما يكون لدى الطيور البالغة بطن وصدر أصفر مائل للأبيض. تمتد خطوط بنية اللون على الحلق والصدر، مع كون الخط أغلظ على البطن والأجنحة والفخذين. وتظهر على بعض الأفراد حنجرة بيضاء. لهذا النوع أجنحة قصيرة ومضغوطة بطول حوالي 358 مم، وطول الذيل 188.5 ملم، وطول الرسغ 65.19 مم. هناك اختلاف بسيط في الريش بين الطيور البالغة والفراخ، والفرق الرئيسي هو في شدة الخطوط على الأجزاء السفلية 

## التصنيف
على الرغم من ملاحظة هذا النوع لأكثر من 110 سنوات، إلا أنه لم يتم التعرف عليه كنوع رسمي حتى عام 2010. قبل ذلك، كان من المفترض أن يكون من نفس نوع الحميمق الشائع. كان هناك الكثير من الجدل حول الموقف التصنيفي لحميمق سقطرى. حميمق سقطرى هو أقرب وراثيًا إلى أصناف السقاوة طويلة الساقين وصقر الرأس الأخضر، لكن ريشه يشبه إلى حد كبير صقر الغابة/صقر الجبل.

## الموئل والتوزيع
يتواجد الحميمق السقطري فقط في جزيرة سقطرى اليمنية. يعيش في سفوح وهضاب الجزيرة، وكذلك في الوديان العميقة. يتواجد عادة على ارتفاعات تتراوح بين 150-800 متر. يتطلب هذا النوع منحدرات ليعيش فيها، حيث لا يبدو أنه يعتمد على الأشجار. على هذا النحو، فقد لوحظ أنه قد يتنافس على أماكن التعشيش مع أنواع الطيور الأخرى مثل النسور والغربان والصقور. وفقًا لأحدث الدراسات الاستقصائية السكانية، فقد اقترح أن هناك أقل من 500 فرد في الجزيرة.

## السلوك

### الأصوات
تم إجراء مخطط صوتي واحد فقط من للحميمق السقطري، وبسبب حجم العينة الصغير، لم يتم تضمين هذه السمة السلوكية في تصنيفها. نداء هذا النوع مشابه جدًا للأنواع الأخرى من نفس الجنس، مثل السقاوة طويلة الساقين والحميمق الشائع وصقر الجبل. من السمات المميزة الرئيسية لنداء الحميمق السقطري الفترة القصيرة (أقل من ثانية واحدة) بين النداءات. تردد النداء 2.2 kHz، وهو تردد مشابه ولكنه مختلف عن الأنواع الأخرى في نفس التصنيف.

### التغذية
يوجد في جزيرة سقطرى عدد قليل من الثدييات،  مما يجعل النظام الغذائي في الجزيرة يتكون أساسًا من الزواحف واللافقاريات. أسلوب الصيد الانتهازي يجعل من غير المحتمل أن يصطاد النوع أنواعًا أخرى من الطيور.

### التكاثر
يقع موسم التكاثر عادة في سبتمبر - أبريل، ووضع البيض في سبتمبر - يناير. تبني الطيور أعشاشها على المنحدرات أو الشقوق، وقد لوحظ أن حضانتهم تتراوح بين 1-3 فراخ. تمت ملاحظة أن كل من الذكور والإناث يرعون الصغار، ويظلون حاضرين خلال فترة ما بعد الفقس. تم العثور على أعشاش على ارتفاع 150-650 متر في مناطق مظللة لحمايتها من أشعة الشمس أثناء النهار.

## روابط خارجية
- كليمنتس، جي إف، تي إس شولينبيرج، إم جي إيليف، بي إل سوليفان، سي إل وود، ود. 2011. قائمة كليمنتس المرجعية لطيور العالم: الإصدار 6.6. تم التنزيل من http://www.birds.cornell.edu/clementschecklist/downloadable-clements-checklist